# Lepidomicrosorium lanceolatum
Lepidomicrosorium lanceolatum là một loài dương xỉ trong họ Polypodiaceae. Loài này được Ching & P.S. Wang mô tả khoa học đầu tiên năm 1983.
Danh pháp khoa học của loài này chưa được làm sáng tỏ. 